# كارل لارسون (لاعب رماية)
كارل لارسون هو لاعب رماية سويدي، ولد في 8 يوليو 1865 في بوروس في السويد، وتوفي في 24 يناير 1943 في ستوكهولم في السويد.

## وصلات خارجية
- كارل لارسون على موقع اللجنة الأولمبية الدولية (الإنجليزية)
- كارل لارسون على موقع أوليمبيديا (الإنجليزية)
- كارل لارسون على موقع اللجنة الأولمبية السويدية (السويدية)